# باول كوهن (مؤرخ)
باول كوهن (بالإنجليزية: Paul Cohen)‏ هو مؤرخ أمريكي، ولد في 2 يونيو 1934 في نيويورك في الولايات المتحدة.